# Maciej z Mąkolina
Maciej z Mąkolina (Maciej Kalecki) herbu Kotwicz (ur. ok. 1498 w Mąkolinie, zm. 30 grudnia 1576 w Pułtusku), sekretarz królowej Bony i Zygmunta Augusta.
Pochodził z rodziny plebejskiej, jego ojciec Stanisław był wójtem wsi w Mąkolinie i rzemieślnikiem na Mazowszu. Dzięki protekcji Andrzeja Krzyckiego zdobył wykształcenie. Na sejmie w dniu 25 stycznia 1533 nobilitowany razem z braćmi, został przyjęty do herbu Kotwicz Krzyckich. Tego roku nabył razem z bratem Pawłem majątek Kaleczyce w powiecie Lidzkim w Wielkim Księstwie Litewskim, przyjął nazwisko Kalecki. Niedługo po nobilitacji został sekretarzem królowej Bony, a ok. 1547 także sekretarzem Zygmunta Augusta. Za służbę otrzymał liczne, dochodowe prebendy. Na starość osiadł w Pułtusku na Mazowszu, gdzie zarządzał swoimi mazowieckimi prebendami.